# Brycon orthotaenia
Brycon orthotaenia is een straalvinnige vissensoort uit de familie van de Characidae. De wetenschappelijke naam van de soort werd in 1864 gepubliceerd door Albert Günther.

## Synoniemen
- Brycon lundii Lütken, 1875[3]